# Beguda alcohòlica

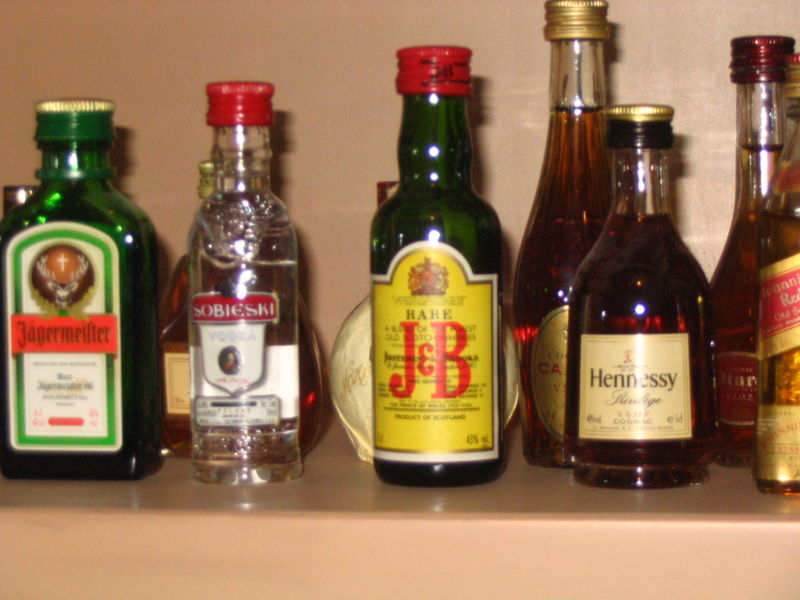
Diverses begudes alcohòliques

Les begudes alcohòliques són aquelles que contenen alcohol etílic en quantitats apreciables. En moltes cultures, el consum de begudes alcohòliques és habitual en situacions socials ben diverses; en d'altres, com 
l'islam, està prohibit.
Bàsicament, hi ha dos tipus principals de begudes alcohòliques:
- Begudes com el vi, la cervesa o el sake, on l'alcohol s'obté de la fermentació de productes vegetals, on el contingut d'alcohol no sobrepassa dels 18/20 graus alcohòlics.
- Licors o begudes obtingudes per destil·lació, a vegades amb l'addicional etapa de maceració o infusió d'algun ingredient.

## Efectes sobre la salut
El seu consum pot comportar problemes de salut importants; com podrien ser: hemorràgies internes, intoxicació alcohòlica, coma etílic, pèrdua del control i altres.
El consum moderat, segons un estudi fet sobre unes 550 persones observades durant 30 anys, provoca que les àrees del cervell encarregades de la cognició i l'aprenentatge s'encongeixen (dit d'altra manera l'hipocamp s'atròfia). La Sociedad Española de Medicina de Familia y Comunitaria (semFYC), mitjançant el Grupo Educación Sanitaria y Promoción de la Salud, ha comunicat que no existeix un llindar de consum que es puga considerar «consum moderat» i consum bo per a la salut.
L'alcohol pot comportar dependència d'aquest per tant és una beguda addictiva. Els addictes a l'alcohol s'anomenen alcohòlics i celebren el 15 de novembre el seu dia. Cada any, l'ús nociu de l'alcohol causa 2,5 milions de morts a tot el món, entre els quals hi ha 320.000 joves d'entre 15 i 29 anys. És el huité factor de risc de mort en tot el món i es calcula que el 2004 l'alcohol va ser la causa de prop del 4% de les defuncions a escala mundial.
S'ha trobat que el consum mixt de tabac i de begudes alcohòliques provoca càncer a la larinx i la cavitat oral, basant-se en un estudi fet sobre 34.136 homes i 43.711 dones del rang d'edat d'entre 40 i 79 anys.

## Llista d'algunes begudes alcohòliques
- Absenta
- Advocaat
- Aiguardent
- Aquavit
- Amaretto
- Applejack
- Àrac
- Arrack
- Armanyac
- Baijiu (Kaoliang)
- Bärenjäger
- Basi
- Bíter
- Brandi - conyac
- Brennivín
- Cachaça
- Cafè-licor - burret
- Calvados
- Cassalla
- Cava - xampany - vi escumós
- Cervesa
- Falernum
- Frígola
- Garnatxa
- Ginebra
- Grappa
- Guaro
- Herbero
- Herbes
- Hidromel
- Horilka
- Jägermeister
- Kirsch
- Krupnik
- Kumis
- Kvass
- Licors
- Licor de roses
- Licor de violeta
- Limoncello
- Mescal
- Moscatell
- Oruxo
- Ouzo
- Palinka
- Palo
- Pastís
- Patxaran
- Piment
- Pisco
- Pulque
- Quefir de llet
- Rakı
- Rakia
- Ratafia
- Resoli
- Rom
- Sahti
- Sake
- Schnapps
- Seco Herrerano
- Sidra
- Slivovitz
- Shōchū
- Tequila
- Tsikoudia
- Tsípuro
- Țuică
- Vermut
- Vi
- Vi generós
- Vi d'arròs
- Vi de serp
- Vodka
- Whisky
- Xerès
- Zivania

També hi ha les barreges (algun tipus d'aiguardent amb vi) i els còctels, com ara els còctels de vi (sengri, sangria, calimotxo, etc.), els de cervesa (xampú, shandy, clara, etc.) i els ponxes. Cal no oblidar les típiques barreges de cafè amb alcohol que es prenen diàriament: el rebentat, cigaló o perfumat i el trifàsic, ni del festiu cremat o calmant, similar a la queimada gallega.

## Literatura sobre begudes alcohòliques
Des de molt antic hi ha hagut obres i autors que han tractat sobre les begudes alcohòliques. De forma principal o secundària. Les obres inclouen tractats especialitzats o esments senzills inclosos en obres generals. En cada cas és important el criteri de les persones lectores. Ja sigui com a coneixement curiós o com a part d'un estudi més sistemàtic.
La que segueix és una llista d'obres, necessàriament incompleta i arbitrària, ordenada cronològicament. La seva consulta hauria de permetre un millor coneixement sobre e tema.
- 1310. Vital Dufour i l'armagnac.[6] Aqua ardens.[7]
- 1553. Primera referència a l'aiguardent de poma Calvados.[8]
- 1598. Arte separatoria y modo de apartar todos los licores, que se sacan por via de destilacion: para que las medicinas obren con mayor virtud y presteza...[9]
- 1609. Comentaris de l'Inca Garcilaso de la Vega sobre la beguda "chicha".[10]
- 1737. Fórmula documentada del Chartreuse verd.[11]
- 1740. L'almirall Edward Vernon va ordenar afegir una part d'aigua al rom destinat a la ració diària de les tripulacions angleses.[12]
- 1741.[13]
- 1791. Atzebib per a fer vi, segons el Consolat de Mar.[14]
- 1812. Aiguardent català al Perú. Impostos.[15]
- 1820.[16]
- 1822. Amarg d'Angostura.[17]
- 1829. Del vino: sua fabricazione, conservazione e degenerazioni, trattato teorico-pratico del dottor Ignazio Lomeni.[18]
- 1829. Comentaris i opinions de barrejar el vi amb aigua a la Ilíada i l'Odissea.[19]
- 1830.[20]
- 1840. El perfecto licorista, o arte de destilar y componer aguardientes y licores con el manual de perfumista.[21]
- 1864. Suposat origen del terme rom.[22]
- 1885. Detalls sobre l'esperit de vi segons Ramon Llull i Arnau de Vilanova.[23]
- 1886. Sainet Ultramarinos, que parla de l'Anís del Mono.[24]
- 1892. Drinks of the World.[25]
- 1898. El alcohol i las bebidas espirituosas, su reforma legal i social.[26]
- 1929.[27]
- 1972. The World of Drinks and Drinking: An International Distillation.[28]
- 2001. Diccionari dels noms de ceps i raïms: l'ampelonímia catalana.[29]
- 2021. Dades sobre la fabricació del vi i la cervesa a Hawaii, per part de Manini.[30]
- 2022. Detalls sobre el còctel Mojito.[31]